# Шинкарук Василь Дмитрович
Шинкарук Василь Дмитрович (нар.25 березня 1961, с. Серафинці Городенківського району Івано-Франківської області) — український мовознавець, доктор філологічних наук, професор, академік Академії наук вищої освіти України, член експертної ради з мовознавства МОН України, член спеціалізованої вченої ради Національного університету біоресурсів і природокористування України, член Національної спілки журналістів України. Нагороджено знаком «Відмінник освіти України», Почесною грамотою Кабінету Міністрів України. Указом Президента України присвоєно почесне звання "Заслужений працівник освіти України" та нагороджено  Орденом "За заслуги" ІІІ ступеня.
Учений працює над проблемами функціонально-категорійної граматики і належить до тих представників мовознавчої науки, чиї теоретичні напрацювання — основа підручників для закладів вищої освіти України, матеріал для нових теоретичних спецкурсів.

## Біографія
Народився 25 березня 1961 р. у с. Серафинцях Городенківського району Івано-Франківської області в сім'ї службовців. Успішно закінчивши Серафинецьку середню школу, вступив на філологічний факультет Чернівецького державного університету імені Юрія Федьковича, який закінчив 1984 року і розпочав педагогічну діяльність вчителем Чернівецької середньої школи № 22, а 1985 року призначено заступником директора Чернівецької середньої школи № 24. У 1986—1990 рр. працює на комсомольській роботі в апараті Чернівецького обкому ЛКСМ УРСР, де був обраний членом бюро обкому ЛКСМ України та головою профспілкового комітету апарату.
З серпня 1990 р. обіймає посаду заступника директора з навчальної роботи Чернівецького медичного училища та працює за сумісництвом викладачем латинської мови кафедри румунської та класичної філології Чернівецького державного університету імені Юрія Федьковича.
У травні 1996 року захищає кандидатську дисертацію «Дискурсивні висловлення в сучасній українській мові» при Інституті української мови НАН України.У 1998 році присвоєно вчене звання доцента кафедри румунської та класичної філології, а також обрано членом вченої ради Буковинської державної медичної академії. У вересні 1999 року переведено на роботу до Чернівецького університету на посаду начальника навчального відділу, а також доцента кафедр румунської та класичної філології й сучасної української мови Чернівецького державного університету імені Юрія Федьковича та обрано членом ректорату і вченої ради університету. У 2002 році видає наукову монографію та успішно опробує докторську дисертацію, рекомендовану науковцями Чернівецького університету спеціалізованій ученій раді до захисту.
У квітні 2003 р. переведено на роботу до Міністерства освіти і науки України на посаду начальника відділу інспектування вищих навчальних закладів III—IV рівнів акредитації в Державній інспекції навчальних закладів, а у липні того ж року призначено заступником директора Департаменту вищої освіти, начальником управління гуманітарної та педагогічної освіти Міністерства освіти і науки України. У грудні 2003 року успішно захищає докторську дисертацію на тему «Диктум і модус у структурі речення», за що вченому було присвоєно науковий ступінь доктора філологічних наук.
З 2004 р. працює за сумісництвом професором кафедри класичної філології Київського національного лінгвістичного університету, а з 2005 року — за сумісництвом професором кафедри загального мовознавства та класичної філології Київського національного університету імені Тараса Шевченка. У 2005 році присвоєно вчене звання професора кафедри румунської та класичної філології.
У лютому 2006 р. призначено на посаду начальника управління ліцензування, акредитації та нострифікації МОН України. Перебуваючи на посаді начальника управління розробив ряд заходів, спрямованих на поліпшення роботи цієї структури, задекларував серйозні вимоги до освітніх навчальних закладів, чимало з яких позбулися ліцензій через невідповідність критеріям сучасної вищої школи чи якості підготовки майбутніх фахівців, особисто є розробником нормативно-правової бази для вищої школи, зокрема, розробив проект постанови КМУ «Про ліцензування діяльності з надання освітніх послуг», яку затверджено Постановою Кабінету Міністрів України 08.08.2007 р. № 1019. У лютому 2007 р. призначено заступником Міністра освіти і науки України, на цій посаді пропрацював до лютого 2009 року, був членом колегії МОН та заступником Голови Державної акредитаційної комісії. За його ініціативи започатковано залучення громадськості до ліцензування та акредитації, а також для забезпечення захисту прав та інтересів студентів під час проведення акредитації вищого навчального закладу зініціював участь представників студентського самоврядування у роботі експертних комісій. Під його керівництвом проведено чимало міжнародних науково-практичних семінарів і конференцій з питань вищої освіти, які позитивно оцінені освітянською громадськістю. 2008 року Указом Президента України був призначений членом Центру з питань безпеки та правопорядку.
У 2009—2010 рр. займав посаду директора Інституту повітряного і космічного права та масових комунікацій Національного авіаційного університету, голови спеціалізованої вченої ради К.26.062.14 по захисту дисертацій та головного редактора Наукового вісника «Гуманітарна освіта».
У 2010—2012 р.р. працював професором кафедри загального мовознавства та класичної філології Київського національного університету імені Тараса Шевченка та за сумісництвом професором кафедри іноземних мов факультету міжнародної економіки і менеджменту Київського національного економічного університету імені Вадима Гетьмана. З 2012 року обіймає посаду проректора з наукової роботи та міжнародних зв'язків Національної академії керівних кадрів культури і мистецтв, а з 2014 року — декан гуманітарно-педагогічного факультету Національного університету біоресурсів і природокористування України, член Національної спілки журналістів України. У 2021 році обіймає посаду проректора з науково-педагогічної роботи цього університету, є членом спеціалізованої вченої ради Національного університету біоресурсів і природокористування України, головним редактором наукового видання «Міжнародний філологічний часопис». Під його керівництвом захищено 9 кандидатських дисертацій.

## Наукова діяльність
У науковому доробку понад 200 наукових та навчально-методичних праць, сім наукових монографій, вісім навчальних посібників та п'ять підручників з грифом Міністерства освіти і науки України для  закладів вищої освіти України.
Розробив теоретичні засади категорійної граматики та створив першу в лінгвістиці концепцію категорійного синтаксису, яку у грудні 2003 р. в Інституті української мови НАН України захистив як докторську дисертацію «Диктум і модус у структурі речення», за що йому було присвоєно науковий ступінь доктора філологічних наук. Очолює наукову школу синтаксичної семантики як динамічної системи функціональних одиниць, взаємопов'язаних різними відношеннями, вивчення яких тільки-но розпочалося в українському мовознавстві. Досліджує семантико-синтаксичні категорії, що мають безпосередній стосунок до поняттєвої категорії модальності та обґрунтовує проблему змістової організації речення, співвідношення в ній диктуму і модусу.
.
Монографії та посібники
- Шинкарук В. Д. Категорії модусу і диктуму у структурі речення
- Шинкарук В.Д. Нарис із синтаксису зв'язного мовлення
- Шинкарук В.Д. Lingua Latina iuridicialis. Латинська мова для юристів
- Шинкарук В.Д. Латинська мова для медиків
- Личук М. І., Шинкарук В. Д. Ступені фразеологізації речень
- Шинкарук В. Д. Шутак Л. Б. Словотвірна категоризація суб'єктивної оцінки
- Навчук Г. В., Шинкарук В. Д. Формально-синтаксичні та функціонально-семантичні особливості окличних речень
- Шинкарук В., Телеки М. Соціальні категорії модусу
- Шинкарук В., Олійник О. Граматика української мови
- Шинкарук В., Попович Н. Синтаксична структура речень з числівниковим компонентом
- Шинкарук В., Ткач А. Словотвірна ідентичність української термінології

## Нагороди
- Відмінник освіти України
- "Заслужений працівник освіти України"
- Орден "За заслуги" ІІІ ступеня

## Сім'я
Одружений. Дружина — Шинкарук Лідія Василівна, доктор економічних наук, професор, член-кореспондент НАН України, завідувач відділом економічного зростання та структурних змін в економіці Інституту економіки та прогнозування НАН України, виховали двох дочок — Лесю та Наталію, випускниць юридичного факультету Київського національного університету імені Тараса Шевченка. 

## Підручники
- Культура мовлення [Архівовано 4 лютого 2016 у Wayback Machine.] Навчальний посібник 2008 р. Lingua Latina iuridicialis. Латинська мова для юристів (2011)